# Batalha de Tora Bora
A Batalha de Tora Bora foi um confronto militar ocorrido no Afeganistão em dezembro de 2001, durante a  invasão daquele país pelos Estados Unidos, após os Ataques de 11 de setembro de 2001. Os militares americanos e seus aliados acreditavam que o líder da al-Qaeda, Osama bin Laden, estivesse escondido nas montanhas em Tora Bora. No entanto, apesar de conquistar posições  do Taliban e da al-Qaeda da região, não conseguiram encontrar Bin Laden, que já se encontrava no Paquistão.

## A Batalha

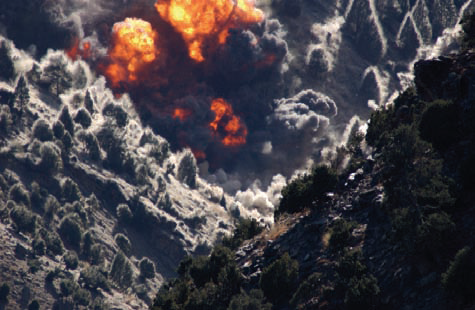
Um ataque aéreo dos Estados Unidos contra as montanhas de Tora Bora.

No final de 2001, os combatentes da al-Qaeda ainda resistiam nas montanhas da região de Tora Bora.
Em 3 de dezembro, um grupo de 20 comandos dos Estados Unidos foi inserido por um helicóptero para apoiar a operação. Em 5 de dezembro, a milícia afegã tomou o controle dos terrenos baixos inferiores às cavernas da montanha dos insurgentes da Al-Qaeda e definiu posições de carros de combate para acabar com as forças inimigas. Os combatentes da Al-Qaeda se retiraram com morteiros, lança-granadas-foguete e fuzis de assalto para posições mais altas e fortificadas, e cavaram estes locais para a batalha. Os agentes paramilitares da CIA, inseridos com uma força afegã altamente treinada, estavam engajados por fogo amigo, no entanto permaneceram no combate, apesar de terem sofrido baixas significativas.
A milícia tribal anti-taliban continuou um avanço constante através do terreno difícil, apoiados por ataques aéreos guiados pelas forças especiais americanas e britânicas. Enfrentando a derrota, as forças da al-Qaeda negociaram uma trégua com um comandante da milícia local para dar-lhes tempo de entregarem suas armas. Em retrospecto, no entanto, muitos acreditam que a trégua foi uma estratégia para permitir que importantes membros da al-Qaeda, incluindo Osama bin Laden, pudessem escapar.